# Zhongxin, Zengcheng
Zhongxin (kinesiska: 中新) är en köping i sydöstra Kina. Den ligger i stadsdistriktet Zengcheng i provinshuvudstaden Guangzhou i provinsen Guangdong,  omkring 39 kilometer nordost om centrala Guangzhou. Antalet invånare är 78 293. Befolkningen består av 37 987 kvinnor och 40 306 män. Barn under 15 år utgör 17,0 %, vuxna 15-64 år 75 %, och äldre över 65 år 7,0 %.